# Amblyopsoides ohilinii
Amblyopsoides ohilinii är en kräftdjursart som först beskrevs av W. M. Tattersall 1951.  Amblyopsoides ohilinii ingår i släktet Amblyopsoides och familjen Mysidae. Inga underarter finns listade i Catalogue of Life.